# Oblouk Nastapoka

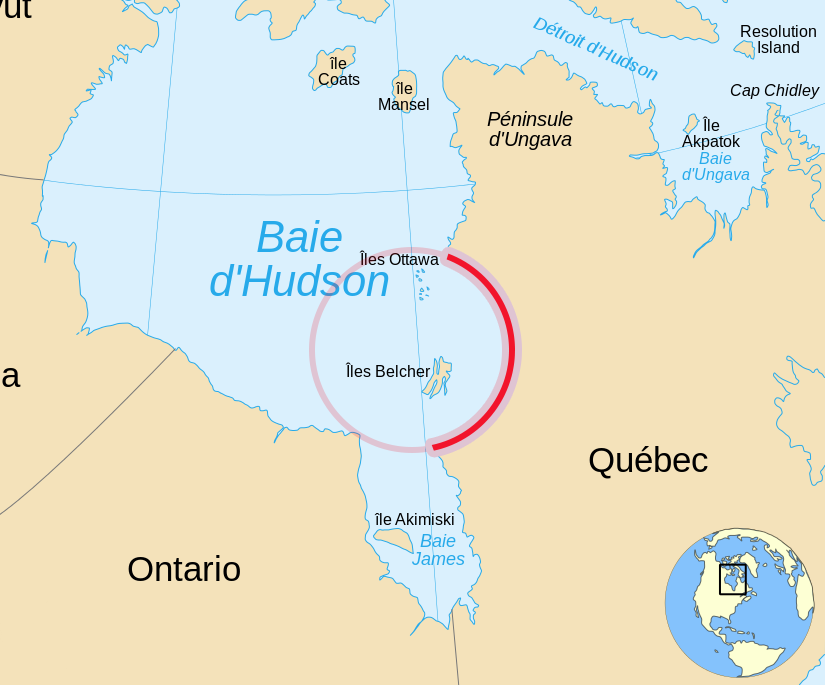
Oblouk Nastapoka

Oblouk Nastapoka je geologický útvar nacházející se na jihovýchodním břehu Hudsonova zálivu v Kanadě. Jde o téměř dokonalý kruhový oblouk, pokrývající více než 160° kruhu s průměrem asi 450 km. 
Vzhledem ke tvaru oblouku dlouho panovalo podezření, že jde o pozůstatek starého impaktního kráteru. Nicméně odborné studie toto zpochybňují. V srpnu 1972 provedli Robert S. Dietz a Paul Barringer rozsáhlé pátrání v oblasti s pomocí inuitských kánoí a rybářských lodí, aby ověřili impaktní původ struktury. Zkoumali bohaté a rozsáhlé skalní expozice, které se vyskytují v oblasti oblouku Nastapoka a nalezli naprostý nedostatek suevitů nebo jiných neobvyklých roztavených hornin, pseudotachylitů nebo mylonitů, radiálních chyb nebo zlomenin, neobvyklých injekcí brekcií, nebo jakýkoli jiný důkaz o šokové metamorfóze.
Vzhledem k nedostatku důkazů pro impaktní kráter je dnes oblouk běžně považován za obloukovitou hranici vytvořenou během vrásnění.